# Stabat Mater (Дженкинс)
«Stabat Mater» — произведение уэльского композитора Карла Дженкинса, основанное на средневековой католической секвенции «Stabat Mater». Впервые исполнено на публике в 2008 году.
Так же как и в большинстве своих более ранних работ, в этом творении Дженкинс соединил традиционную западную музыку (оркестровую и хоровую) с народными инструментами и песнями, на этот раз сосредоточив своё внимание на музыке Ближнего Востока. Первая запись «Stabat Mater» Дженкинса была сделана при участии Королевского ливерпульского филармонического оркестра, Королевского ливерпульского хора и двух солистов — Юргиты Адамоните (меццо-сопрано, Литва) и Белинды Сайкс (Белинда Сайкс — певица и исполнительница музыки на инструменте дудук; Великобритания).

## Происхождение произведения
Первое известное музыкальное сочинение с таким названием было написано в 13 веке, а название «Stabat Mater» фактически является сокращением его первой строки «Stabat Mater dolorosa» («Стояла мать скорбящая»). Стихотворение, послужившее текстом к нему, представляет собой размышление о страданиях Девы Марии, матери Иисуса Христа, во время его мучений на кресте. Творение Дженкинса на стихотворение из 20 строф в дебютной записи длится более часа и является одним из самых продолжительных среди сотен музыкальных произведений на эти слова, существующих на сегодняшний день.

## Переложение Дженкинса
Как и в «Stabat Mater» 13 века, в центре внимания сочинения Дженкинса — страдания Девы Марии. Но в отличие от большинства переложений, в работе уэльского композитора используется не только исходный текст на латинском или текст на родном композитору английском. «Stabat Mater» Дженкинса разворачивается в 12 частей, 6 из которых содержат текст из других источников. В число этих шести частей входит переложение для хора «Ave verum», которое Дженкинс изначально написал для Брина Терфеля, «Плач» («Lament») — стихотворение жены композитора Кэрол Барретт и «Заклинание» («Incantation») — частично исполняемое на древнем арабском. Отличительной чертой ещё одной части под названием «И возопила мать» является то, что весь её текст состоит из одной и той же фразы, исполняемой на разных языках — английском, латинском, греческом, арамейском и иврите. Кроме указанных к этим шести частям также относятся ещё два поэтических произведения — стихотворение Руми и отрывок из «Эпоса о Гильгамеше», переведённый на английский и арамейский.
Армянский инструмент дудук (или най) усиливает атмосферу Востока, а низкий звук этого двуязычкового инструмента позволяет добиться большей глубины и объёма, чем, наверное, возможно с одним только оркестром. Наряду с инструментом дудук, Дженкинс добавляет ударные Ближнего Востока, такие как дарабука, даф, дохолла и рик.
Первая часть «Stabat Mater» Дженкинса представляет собой расширенную вариацию на тему произведения «Cantus: Song of Tears» из альбома «Adiemus: Songs of Sanctuary», входящих в серию альбомов, объединённых под общим названием «Adiemus». В этой части используется те же формат (с мягким вступлением, предшествующим основной теме) и гармонизация. Седьмая часть «И возопила мать» является переложением «Amate Adea», седьмой части альбома «Adiemus: Songs of Sanctuary», уже упоминавшегося ранее.

## Премьера и дискография
Мировая премьера «Stabat Mater» Карла Дженкинса состоялась 15 марта 2008 года в Ливерпульском соборе. Исполняли произведение Королевский ливерпульский филармонический оркестр, Королевский ливерпульский хор и двое солистов — Юргита Адамоните и Белинда Сайкс, под управлением самого композитора лично. Запись была сделана тем же составом совместно с хоровым коллективом «EMO Ensemble» из Хельсинки и была выпущена в продажу звукозаписывающей компанией «EMI» 10 марта 2008 года.

## Части
«Stabat Mater» Дженкинса делится на 12 частей. В отличие от его же Реквиема, ни одна часть данного произведения не сочетает одновременно литургические и нелитургические тексты.
| Часть | Текст / Язык(и)                                                                        |
| --- | -------------------------------------------------------------------------------------- |
| 1. «Cantus lacrimosus» (полный состав хора, камерный хор)                                                   | 1-4 строфы «Stabat Mater»                                                              |
| 2. «Заклинание» («Incantation») (солист)                                                                    | обрядовый текст (арабский)                                                             |
| 3. «Vidit Jesum in tormentis» (камерный хор)                                                                | 5-10 строфы «Stabat Mater»                                                             |
| 4. «Плач» («Lament») (меццо-сопрано)                                                                        | стихотворение Кэрол Барретт (английский)                                               |
| 5. «Sancta Mater» (полный состав хора, камерный хор)                                                        | 11-14 строфы «Stabat Mater»                                                            |
| 6. «Теперь моя жизнь — только слёзы» («Now my life is only weeping») (меццо-сопрано, солист, камерный хор)  | стихотворение Руми (английский, арамейский)                                            |
| 7. «И возопила мать» («And the Mother did weep») (камерный хор)                                             | строка авторства Карла Дженкинса (английский, иврит, латинский, арамейский, греческий) |
| 8. «Virgo Virginum» (камерный хор)                                                                          | 15 строфа «Stabat Mater»                                                               |
| 9. «Терпишь ли ты лишения во тьме?» («Are you lost out in darkness?») (меццо-сопрано, солист, камерный хор) | «Эпос о Гильгамеше» (английский, арамейский)                                           |
| 10. «Ave verum» (камерный хор)                                                                              | Ave verum corpus (латинский)                                                           |
| 11. «Fac, ut portem Christi mortem» (камерный хор)                                                          | 16-17 строфы «Stabat Mater»                                                            |
| 12. «Paradisi Gloria» (полный состав хора, камерный хор)                                                    | 18-20 строфы «Stabat Mater»                                                            |